# Laguna-Kupferplatteninschrift
Die Laguna-Kupferplatteninschrift, besser als Laguna Copperplate Inscription oder LCI bekannt, wurde 1989 in Laguna de Bay, Manila gefunden und ist das bisher älteste bekannte Dokument, das in einer philippinischen Sprache verfasst wurde.
Der Text besagt, dass er im Jahre 822 der Śaka-Ära, also 900 AD, verfasst wurde, und ist eine auf Kawi verfasste Mischung aus Sanskrit, Alt-Javanisch, Alt-Malaiisch und Alt-Tagalog. Ferner wird auf der Platte mitgeteilt, dass ihrem Besitzer Namwaran seine Schulden erlassen wurden. Erwähnt werden die Orte Tondo, Pila und Pulilan, die noch heute im Umkreis von Manila existieren. Zudem wird der heute in Indonesien liegende Ort Mdan (Medang, Mataram) erwähnt.

## Kulturelle Bedeutung
Wegen der spanischen Kolonialzeit ist nur wenig über den philippinischen Archipel vor Ankunft der Europäer bekannt. Der größte Teil der Geschichte wurde bewusst von ihnen endgültig gelöscht, was jede Entdeckung über den Ursprung und die Vergangenheit der Filipinos für die Menschen dort umso wichtiger macht.
Die Wortwahl der Kupferplatte weist einen starken Einfluss des Sanskrit und der malaiischen Sprache auf. Antonio Pigafettas Beobachtungen im Boxer Codex nach war Alt-Malaiisch die Lingua Franca bei den Menschen Südostasiens.
Der große Unterschied zwischen dieser und javanesischen Kupferplatten liegt darin, dass die Worte in die Platte eingeprägt und nicht in erwärmtes weiches Metall eingeritzt wurden.
Zusammen mit anderen Artefakten, wie der goldenen Tara von Butuan, und Töpferwaren sowie Schmuck aus dem 14. Jahrhundert von Cebu wird die Kupferplatte als Indiz dafür genutzt, dass die damalige Bevölkerung wahrscheinlich buddhistisch oder hinduistisch war.
Die Laguna-Kupferplatteninschrift befindet sich derzeit im Nationalmuseum der Philippinen, Manila.

## Text der Kupferplatte
Im Folgenden wird der Text der Platte mit lateinischen Buchstaben wiedergegeben.
swasti śaka warṣātīta 822 waiśākha māsa di(ng) jyotiṣa. caturtha kṛṣṇapakṣa so(1)mawāra sāna tatkāla dayaṅg aṅgkatan lawan deṅgan ña sānak barngāran si bukaḥ (2) anak da daṅg hwan namwaran dibari warādana wiśuddhapatra uliḥ saṅg pamegat senāpati di tuṇdo (3) barjā(di) daṅg hwan nāyaka tuhān pailaḥ jayadewa. di krama daṅg hwan namwaran deṅgan daṅg kāya(4)stha śuddhā nu diparlappas hutaṅg da walenda kāti 1 suwarṇa 8 dihadapan daṅg huwan nāyaka tuhān pu(5)liran kasumuran. daṅg hwan nāyaka tuhān pailaḥ barjādi gaṇaśakti. daṅg hwan nāyaka tu(6)hān binwāṅgan barjādi biśruta tathāpi sādānda sānak kaparāwis uliḥ saṅg pamegat de(7)wata [ba]rjādi saṅg pamegat medaṅg dari bhaktinda diparhulun saṅg pamegat. ya makāña sādāña anak (8) cucu daṅg hwan namwaran śuddha ya kaparāwis dihutaṅg da daṅg hwan namwaran di saṅg pamegat dewata. Ini graṅg (9) syāt syāpantā ha paścāt diṅg āri kamudyan āda graṅg uraṅg barujara weluṅg lappas hutaṅg da daṅg hwa (10)

## Deutsche Übersetzung der Kupferplatte
Übersetzt von Gerhard Raimund Magpoc Krolikowski (chin.: 高力, Pinyin: Gāo Lì, POJ: Ko-le̍k, Bay. : ᜄᜓᜎᜒ, Tag.: Gori)
Heil! Im abgelaufenen Śaka-Jahr 822, im Monat Waiśākha nach der Astronomie, am 4. Tag der dunklen Hälfte, am Montag [entspricht Montag, dem 21. April 900 AD], an diesem Tag wird veranlasst, dass Frau Aṅgkatan und ihr Bruder, dessen Name Bukaḥ ist, beides Kinder des ehrenhaften Namwaran, ein Dokument erhalten, das sie vollends von ihren Schulden, dem Feldherrn von Tuṇdo gegenüber, vertreten durch den Herrn Minister von Pailaḥ, Jayadewa, begnadigt. Durch dieses Dokument wird dem ehrenhaften Namwaran alles vergeben und seine Schuld[en], welche 1 Kāti [617,6 Gramm Gold] und 8 Suwarṇa [38,6 Gramm Gold], gegenüber dem ehrenhaften Herrn Minister von Pulilan, Ka Sumuran, betragen, unter der Aufsicht des Herrn Ministers von Pailaḥ, beglichen.
Wegen seines gewissenhaften Dienstes als Vasall des Königs wird der ehrenhafte und weithin bekannte Herr Minister von Binwagan alle lebenden Verwandten von Namwaran, welche als Besitz des Fürsten Dewata, vertreten durch den Herrscher von Medaṅg, gelten, anerkennen.
Ja, deswegen werden alle lebenden Nachfahren des ehrenhaften Namwaran aus jeglicher und aller Schuld gegenüber dem Fürsten von Dewata entlassen.
Dies soll für jedweden Fall, dass in Zukunft jemand behauptet, dass keine Schuldtilgung des ehrenhaften...